# مورتون برنس
مورتون برنس (بالإنجليزية: Morton Prince)‏ هو طبيب أعصاب وطبيب نفسي وعالم نفس أمريكي، ولد في 21 ديسمبر 1854 في بوسطن في الولايات المتحدة، وتوفي بنفس المكان في 31 أغسطس 1929.

## وصلات خارجية
- مورتون برنس على موقع الموسوعة البريطانية (الإنجليزية)